# Kanton La Courtine
La Courtine is een voormalig kanton van het Franse departement Creuse. Het kanton maakte deel uit van het arrondissement Aubusson. Het werd opgeheven bij decreet van 17 februari 2014, met uitwerking op 22 maart 2015.

## Gemeenten
Het kanton La Courtine omvatte de volgende gemeenten:
- Beissat
- Clairavaux
- La Courtine (hoofdplaats)
- Magnat-l'Étrange
- Malleret
- Le Mas-d'Artige
- Saint-Martial-le-Vieux
- Saint-Merd-la-Breuille
- Saint-Oradoux-de-Chirouze